# Ermita de San Cristóbal (San Cristóbal de La Laguna)
La ermita de San Cristóbal es una ermita situada en la ciudad de San Cristóbal de La Laguna en la isla de Tenerife (Islas Canarias, España). Se encuentra junto a la plaza del mismo nombre.
En ella se venera la pequeña y primitiva imagen de San Cristóbal de Licia, santo patrono de la ciudad de San Cristóbal de La Laguna y titular de la Diócesis de San Cristóbal de La Laguna. Aunque, la imagen principal de este Santo se encuentra en la catedral de la ciudad.
Se cree que en esta ermita están los restos de Fernando Guanarteme, rey aborigen de Gáldar (Gran Canaria) que participó en la conquista de Tenerife. Si bien, se han realizado excavaciones en el lugar y sus restos no han sido encontrados.

## Historia
Esta ermita fue construida por el Regidor Antón Joven, Regidor y Teniente Gobernador de Tenerife, a principios del siglo XVI. Ha sufrido notables transformaciones con respecto a la planta levantada por Leonardo Torriani.
En los datos proporcionados por Jesús Pérez Morera y M. Rodríguez Mesa en su publicación sobre La Laguna y San Cristóbal es conocido que el catalán Antón Joven dejó establecida una capellanía en su Ermita de San Cristóbal. 
Edificada en unos terrenos que poseía a la salida de la ciudad, cercanos al viejo camino de Santa Cruz de Tenerife, se asegura que el solar de su ubicación corresponde a una parte del campo donde los aborígenes y conquistadores libraron la célebre batalla de Aguere en 1495. Con posterioridad una vez fundada la Villa de San Cristóbal de La Laguna junto a la desaparecida laguna el Cabildo comenzaría a celebrar la festividad de San Cristóbal.
En 1530, la ermita se encontraba en estado ruinoso, debido sobre todo a los muchos pleitos por los que había atravesado, pero el Cabildo seguía interesado en mantenerla e intervino para costear su reparación. A finales del siglo XVI, esta situación mejora y ya en los primeros años del seiscientos se conoce la existencia de una campana, un coro y un púlpito. Durante toda la centuria se van sucediendo obras de remodelación en toda la ermita, que incluyen trastejados, blanqueos de paredes, construcción de la sacristía, un nuevo campanario y embaldosado de la calle, pero todas estas obras no evitan que en 1677 se apuntale el edificio para evitar su desplome, iniciándose las obras de reedificación que se prolongaron más allá de 1688.
Los datos acerca de la evolución histórica de la Ermita durante los siglos siguientes son escasos, aunque se sabe de la sustitución de la pila de agua bendita en 1707. La fábrica actual se reedificó en el siglo XVIII, desconociéndose las circunstancias de dicha reedificación.